# Михайлов, Александр Александрович (актёр, 1922)
Алекса́ндр Алекса́ндрович Миха́йлов (14 сентября 1922, Москва — 14 марта 1992, Москва) — советский актёр театра и кино. Заслуженный артист РСФСР (1963). Лауреат Сталинской премии третьей степени (1950).

## Биография
В 1948 году окончил Школу-студию МХАТ. С 1948 по 1953 год работал актёром Центрального детского театра, а в 1953 году перешёл во МХАТ, где работал по 1990 год. Сыграл 40 ролей. В согласии со своей репутацией лирико-романтического героя сыграл главные роли в спектаклях «Лермонтов» (Поэт, 1954), «Зимняя сказка» (принц Флоризель, 1958), «Третья патетическая» (Валерик, 1958), а затем утвердился в качестве характерного актёра.
Когда в театре появился новый главный режиссёр Олег Ефремов, Михайлов был одним из ведущих актёров, но Ефремов не давал ему крупные роли в спектаклях, которые ставил. Самая любимая роль Михайлова в ефремовской постановке — это Телегин в «Дяде Ване» Чехова. 
Александр Михайлов жил МХАТом. Но в 1987 году его судьба резко изменилась. После раскола МХАТа на две труппы, Ефремов не пригласил Александра Александровича в свой театр, и это было совершенно неожиданно,и больно ранило актёра. Михайлов остался в театре Дорониной, но себя как актёр в этой труппе он так и не нашёл. 
Был женат на А. А. Горюновой, дочери известных артистов А. И. Горюнова и В. Д. Бендиной.
Умер 14 марта 1992 года. Похоронен в Москве на Новодевичьем кладбище (участок № 2) рядом с А. И. Горюновым.

## Награды и премии
- Сталинская премия третьей степени (1950) — за исполнение роли майора Добрынина в спектакле «Я хочу домой» С. В. Михалкова
- заслуженный артист РСФСР (1963)

## Творчество

### Фильмография
- 1941 — Боевой киносборник № 7 — Франтишек (нет в титрах)
- 1943 — Мы с Урала — Ваня Томакуров, токарь оборонного завода
- 1943 — Новые похождения Швейка — молодой партизан (нет в титрах)
- 1944 — Небо Москвы — Губкин, младший лейтенант (нет в титрах)
- 1945 — Это было в Донбассе — Борис, комсомолец (нет в титрах)
- 1948 — Повесть о настоящем человеке — Петров
- 1953 — Алёша Птицын вырабатывает характер — учитель Тихон Иванович
- 1954 — Испытание верности — Петя Гребёнкин
- 1955 — Сын — Володя, шофёр циркового автобуса
- 1955 — Два капитана — Саня Григорьев
- 1957 — Неповторимая весна — Евгений Буров, муж Анны
- 1957 — Борец и клоун — Анатолий Леонидович Дуров
- 1959 — Твёрдый характер — Костя
- 1964 — Письма к живым — эпизод
- 1968 — Гроза над Белой — Михаил Васильевич Фрунзе (роль озвучил В. А. Шалевич)
- 1972 — Последние — Лещ, муж Надежды, тюремный врач
- 1977 — Чеховские страницы
- 1977 — Печенег — частный поверенный
- 1978 — Подпольный обком действует — Виталий Капралов
- 1987 — Так победим! (фильм-спектакль) — член ЦК РКП(б) и Совнаркома
- 1980 — Мятеж — Александр Николаевич Щукин — мятежник, комроты, бывший поручик
- 1980 — Странный отпуск — Александр Павлович

### Озвучивание
- 1968 — Гуля Королёва (фильм-спектакль) — читает текст за кадром
- 1970 — Волшебные очки — Суслик
- 1975—1976 — Дядя Фёдор, пёс и кот — читает текст